# Enicospilus janus
Enicospilus janus là một loài tò vò trong họ Ichneumonidae.